# Mangrovie di Alvarado
Le mangrovie di Alvarado sono una ecoregione messicana che sorge lungo le coste del golfo del Messico, negli Stati di Veracruz e Tamaulipas (codice ecoregione: NT1401).

## Territorio
Le mangrovie di questa regione si sviluppano in prossimità della foce dei fiumi Tonalá, Papaloapan e Pánuco. Si caratterizzano per un basso livello di salinità che seleziona elementi floristici e faunistici peculiari.

## Flora
Le specie dominanti sono Rhizophora mangle, Avicennia germinans e Laguncularia racemosa; significativa anche la presenza della felce Acrostichum aureum, cui si accompagnano, favorite dalla bassa salinità, specie tipicamente ripariali come Pachira aquatica, Talipariti tiliaceum e Zygia peckii.

## Fauna
Tra i mammiferi che vivono in questa ecoregione vi sono l'atele di Geoffroy (Ateles geoffroyi), la talpa orientale (Scalopus aquaticus), il ratto canguro del Golfo (Dipodomys compactus) e il gopher del Texas (Geomys personatus).

Numerose le specie di uccelli caratteristiche della regione, tra le quali vi sono il tucano carenato (Ramphastos sulfuratus), il solitario di Townsend (Myadestes tonwsendi), l'airone tigrato golanuda (Tigrisoma mexicanum), l'airone tricolore (Egretta tricolor), la garzetta rossastra (Egretta rufescens), lo jabiru (Jabiru mycteria), la cicogna americana (Mycteria americana), il nibbio codadirondine (Elanoides forficatus), la poiana codafasciata (Buteo albonotatus), il martin pescatore dell'Amazzonia (Chloroceryle amazona) e la parula protonotaria (Protonotaria citrea).

## Conservazione
Le principali minacce alla sopravvivenza delle mangrovie di questa ecoregione sono l'attività di estrazione e raffinazione del petrolio, l'inquinamento delle acque, il disboscamento per scopi agricoli o per il tracciamento di strade, e gli incendi. In particolare, l'inquinamento da petrolio influenza i processi di fotosintesi, di germinazione dei semi e di fioritura, minacciando seriamente la sopravvivenza delle mangrovie.